# 生体物質

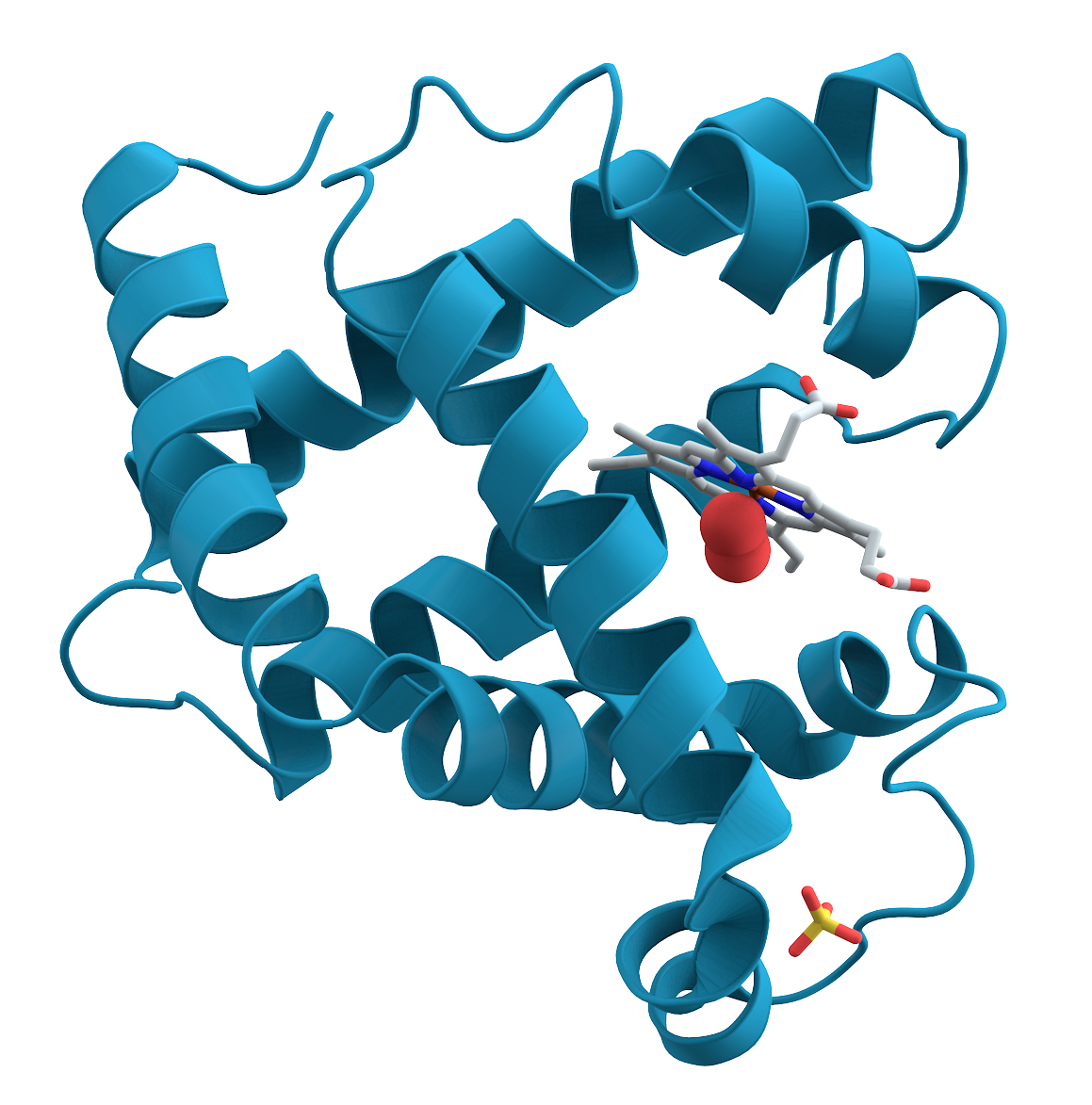
生体物質の例。ミオグロビンはタンパク質の一種で、世界で初めて結晶構造がX線解析により明らかにされた。

生体物質（せいたいぶっしつ、英語: biomolecule、biological material）は、生物の体内に存在する化学物質の総称。個々の化合物を指す場合は生体分子という。生体を構成する基本材料である生体高分子（核酸、タンパク質、多糖）とその構成要素（ヌクレオチド、アミノ酸、単糖）、さらに脂質やビタミン、ホルモンなどが主要な生体物質であり、生体の維持に何らかの役割を果たす。ほとんどの生体物質は有機化合物であり、その主要な構成要素である炭素、水素、酸素および窒素の４つの元素だけでヒトの体重の96%を占める。ただし、実際には微量ながらその他の元素（リン、硫黄、各種金属元素）も生体の維持に必須である。核酸、タンパク質、糖、そして脂質は、地球上で現在知られているすべての生物で見つかっている。
生体物質は、外部より取り込まれた化学物質（有機物質または無機物質）をもとに異化作用（分解）および同化作用（合成）によって生体内で産生されるものであるが、生物によっては、全てを自身で合成できない場合は食物などを通して外部から補給する（ヒトの場合、ある種のアミノ酸やビタミンなど）。生体内においては、何千にもおよぶ分解、合成経路からなる生体物質のネットワークが形成されており、これは代謝と呼ばれる。
生体物質については、その多様性と重要性から様々な学問分野で研究が行われている。例えば、生化学、分子生物学、天然物化学、生物有機化学、生物無機化学、生理学、栄養学、生薬学などが挙げられる。

## 種類
通常、核酸、タンパク質、糖、脂質の4種類を指すことが多い。核酸、タンパク質、糖の3つは、それぞれ最小の構成要素であるモノマーが重合して高分子を生成し、これらは特に生体高分子と呼ばれる。脂質のうち、イソプレノイド（プレノール脂質）も、イソプレンの重合により高分子（ゴムなど）を生成するが、核酸、タンパク質、糖とは同列に扱わない場合が多い。
なお、生体物質の分類方法はいくつもあり、以下はその一例である。例えば、ニコチンアミドアデニンジヌクレオチド（細胞内でNADHとNADPHという2つの関連した形態で存在し、NAD+/NADHは異化反応で、NADP+/NADPHは同化反応で使用される）は、栄養学上はビタミンであり、有機化学上はニコチンアミドであり、触媒化学上は補酵素であり、生化学上は補因子であり、分子生物学上は電子伝達体である。

### 核酸

DNAの化学構造。詳細は核酸塩基の項を参照。

核酸（Nucleic acids）は生物の遺伝情報の伝達に関わる。核酸は、モノマーであるヌクレオチドが重合（ホスホジエステル結合）して生成する。核酸塩基と呼ばれる化合物がリボースまたはデオキシリボース（ともに糖類）に結合してヌクレオシドを構成し、さらにヌクレオシドにリン酸基が結合したものがヌクレオチドとなり、核酸の最小単位となる。一方、アデニンからなるヌクレオシド（アデノシン）に3つのリン酸基が結合したものはアデノシン三リン酸（ATP）と呼ばれ、生体維持に必要なエネルギーの産出に関わる（ATPには遺伝情報は含まれない）。
核酸にはリボ核酸（RNA）とデオキシリボ核酸（DNA）の２種類が知られている。リボースを基盤とするものがRNA、デオキシリボースを基盤とするものがDNAである。核酸塩基には5種類が知られており、それぞれアデニン(A)、グアニン(G)、シトシン(C)、チミン(T)、ウラシル(U)と呼ばれる。この中でチミンはDNA中に存在が限定されており、逆にウラシルはRNA中に存在が限定されている。他の3つの塩基はRNAおよびDNAに普遍的に存在する。A・G・C・TまたはA・G・C・Uから成る塩基配列の配列パターンは個々の生物間で異なるため、塩基配列の類似性でもって生物の系統関係、進化の過程を調べることができる（分子系統解析）。
DNAがもつ塩基配列中には遺伝子情報が記述されている領域（コーディング領域）がある。１つの遺伝子には１つのタンパク質（次項）が対応しており、その遺伝子がもつ塩基配列に基づいて対応するタンパク質が合成される。実際には、遺伝情報はDNAからまずRNAに転写され、その後RNAからタンパク質に翻訳される（セントラル・ドグマ）。

### タンパク質

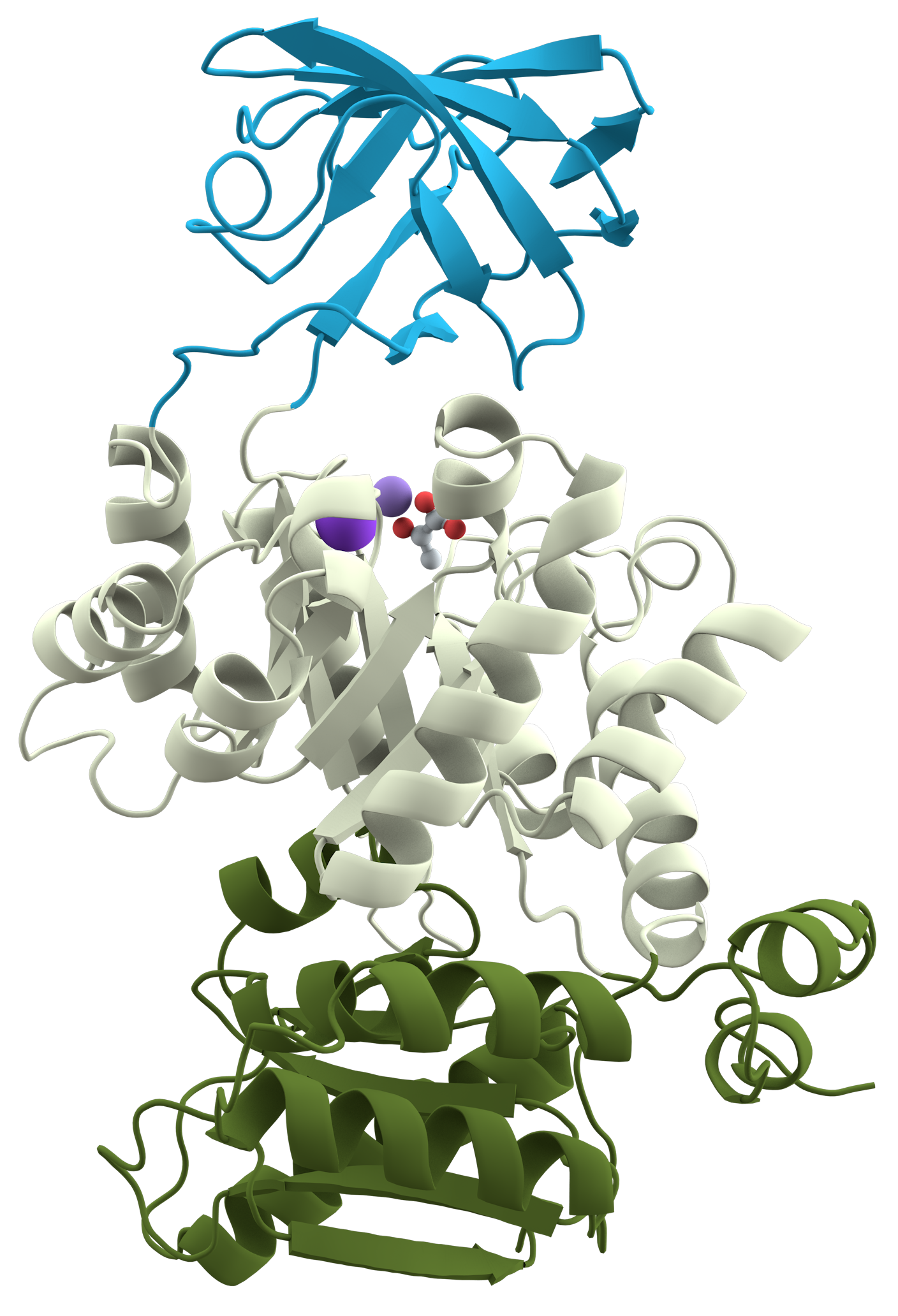
ピルビン酸キナーゼの立体構造図。3つのドメインから構成される。

タンパク質（Proteins）の機能は多岐にわたる。生体の構造材となる他、酵素として生体内の化学反応に関与するものや、化学物質の輸送や貯蔵に関与するものもある。タンパク質は22種類（通常は20種類）のアミノ酸がさまざまな順番で重合（ペプチド結合）することで生成する。アミノ酸はアミノ基およびカルボキシル基をもつ有機化合物の総称である。天然・人工含めて数千におよぶアミノ酸が見つかっているが、生物に使われているのはごく一部である。重合するアミノ酸の個数が数十程度までのものはポリペプチドと呼ばれ、それ以上をタンパク質と呼ぶ場合が多い。個々のアミノ酸については、「タンパク質を構成するアミノ酸」の項を参照。
タンパク質の合成に使用されるアミノ酸の数および種類は、対応する遺伝子の塩基配列（上述）によって決定される。各アミノ酸に対応する特定の塩基配列はコドンと呼ばれ、アミノ酸と塩基配列間の対応規則をまとめたものは遺伝子コードと総称される。DNAに記された遺伝子情報に基づいて、１つの遺伝子から１つのタンパク質が合成される。22種類のアミノ酸のうち、20種類は遺伝子コードに含まれているが、残り2種類（セレノシステインおよびピロリシン）は特殊な方法でタンパク質に組み込まれる。
タンパク質の物理的性質および機能は、そのアミノ酸配列（一次構造）だけでなく、立体構造（高次構造）によって大きく変化する。タンパク質（特に酵素）の機能発現には、しばしばタンパク質以外の補助的な化学物質が必要であり、補因子と呼ばれる（これも生体物質の一つである）。タンパク質の立体構造のうち、特定の機能を担う領域を特にドメインと呼ぶ。

### 糖

糖類の例。ラクトースは単糖（モノマー）が2つ結合した二糖類の1つである。

糖（または炭水化物、Carbohydrates）は生物の主要なエネルギー源の1つである。一方で、細胞間のシグナル伝達を担うとともに、生物の形態を保持する構造材ともなる（細胞壁や外骨格）。
糖の代謝（合成・分解）は、生命活動の根本に位置しており、地球上のすべての生命の基盤となる炭素を生体物質に組み込むための化学反応を担っている。糖の合成および分解を起点として他の様々な代謝活動が制御されている。光合成生物では、カルビン回路と呼ばれる代謝経路により大気中の二酸化炭素からブドウ糖（6つの炭素からなるヘキソースと呼ばれる糖類の一つ）を生成する。無機物質である二酸化炭素が生体物質であるブドウ糖に変換される過程は炭素固定と呼ばれる。自然界に存在する各元素は、炭素同様それぞれ固有の経路で生体物質に取り込まれる（窒素固定など）。生成したブドウ糖をより小さな有機分子であるピルビン酸などに分解して、ブドウ糖がもつ高い結合エネルギーを取り出す過程は解糖系と呼ばれ、逆にピルビン酸などの小さな有機分子からブドウ糖を改めて合成する過程は糖新生と呼ばれる。ヘキソースであるブドウ糖はまた、ペントース・リン酸回路と呼ばれる代謝経路により5つの炭素からなるペントースと呼ばれる別の糖類に変換されるが、これは核酸の構成要素であるリボースおよびデオキシリボース（上述）の合成に使われる（いずれもペントースの一種）。リボースはさらにATP、FAD、NADなどの補因子の構成要素になる。
ブドウ糖などの単糖類がモノマーとして重合（グリコシド結合）すると生体高分子である多糖類を生成する。よく知られるデンプンおよびグリコーゲンはどちもブドウ糖をモノマーとした多糖類であり、これらの高分子はエネルギーの貯蔵庫として機能する。同様に、セルロースもブドウ糖からなる多糖類で、こちらは植物や藻類の細胞壁を構成する。キチンはブドウ糖のアミド誘導体（N-アセチルグルコサミン）をモノマーとして生成する多糖類で、菌類の細胞壁や節足動物の外骨格を構成する。

### 脂質

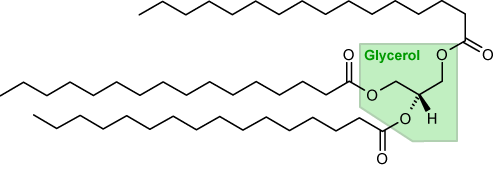
脂質の例。トリアシルグリセロールは、グリセロール（緑色）に、脂肪酸由来のアシル基が3つ結合している。

脂質（Lipids）は細胞膜の主要な構成要素であるほか、エネルギーの貯蔵などに使用される。脂質は、核酸や糖と異なり、化学構造や生合成経路の共通性でまとめられた分類ではない。疎水性もしくは両親媒性の性質をもつ生体物質はすべて脂質に含まれ、現在8つのカテゴリーに分けられている。基盤となる炭素骨格（グリセロールやスフィンゴイド）にアシル鎖かイソプレノイド鎖が結合したものが多い。グリセロールにアシル鎖またはイソプレノイド鎖が結合したものはグリセロ脂質、それにさらにリン酸基や糖が結合したものはグリセロ糖脂質やグリセロリン脂質と呼ばれる。一方、スフィンゴイドにアシル鎖、リン酸基、糖などが結合したものはスフィンゴ脂質である（イソプレノイド鎖が結合したものは知られていない）。アシル鎖単体の場合は脂肪アシル、イソプレノイド鎖単体ではプレノール脂質と呼ばれる。イソプレノイド鎖が環化してステロイド骨格を生じたものは、特にステロール脂質と呼ばれる。ステロール脂質は、シグナル伝達に関与するステロイドホルモンも含む。

### その他の生体物質
上記の分類に当てはまらない生体物質も多く存在する。タンパク質、脂質、炭水化物、核酸に属さない有機化合物を中心とした生体物質の例を以下に列挙する。無機物の生体物質については生物無機化学を参照。
- ビタミン

ビタミンの一種であるレチノールの構造式。レチノールは栄養学的にはビタミンAの一種である。レチノールの誘導体であるレチナールはタンパク質の一種であるオプシンとともにロドプシンを形成し、目で明暗の受容を担う。

生体内で合成することが基本的には困難であり、かつ生命活動に有益な有機化合物をビタミンと呼ぶ。なお、生体内でビタミンの多くは補酵素として作用する。
例:トコフェロール、 ナイアシンなど
- ビタミン様物質

ビタミンによく似た作用があるもののうち、生体内で合成可能なもの、有益でないもの、必要摂取量が多すぎるもの、薬理作用はあるが必須ではないものなどをビタミン様物質という。
例:イノシトール、オロト酸など
- 植物ホルモン

植物ホルモンの一種であるアブシシン酸の構造式。アブシシン酸は発芽抑制、気孔閉鎖、休眠維持に作用することで知られる。

植物体内で合成され、植物の成長や反応を調整する低分子の有機化合物を植物ホルモンという。植物体内でシグナル物質として働く。
例:オーキシン、エチレンなど
- 植物ホルモン様物質

植物体内で合成される低分子の生体物質のうち、植物ホルモンのように働くが、有機化合物でないものを植物ホルモン様物質という。
例:一酸化窒素など
- ペプチドホルモン、植物ペプチドホルモン

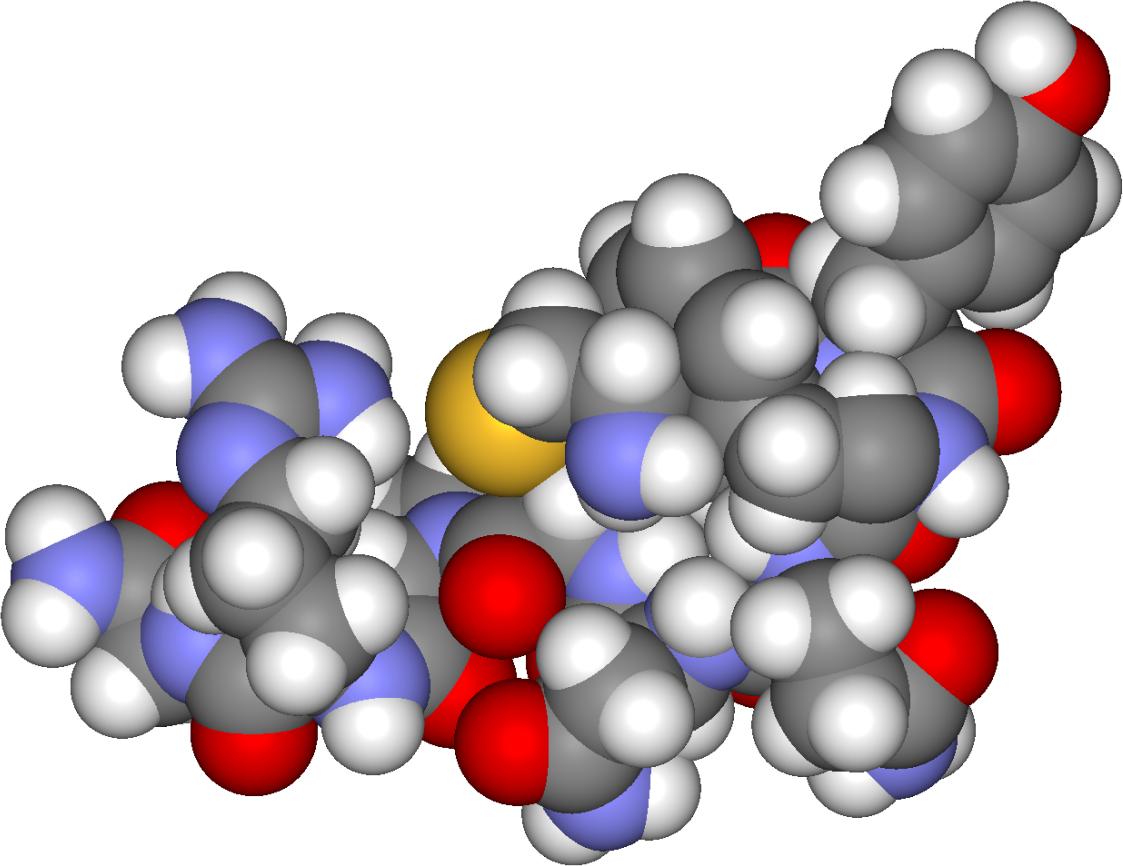
ペプチドホルモンの一種であるバソプレシンの空間充填モデル。バソプレシンは腎臓の集合管での水分の再吸収の促進や、血圧の上昇に作用することで知られる。

ポリペプチドとは通常呼ばれない程度（およそ50個以下つながったもの）の低分子のペプチドはタンパク質とは呼ばない。こうしたペプチドは生体内では細胞質基質に存在し、分解されてタンパク質の合成に利用される。その一方、意図的に低分子のペプチドが合成されることがある。こうした低分子のペプチドは動物体内ではペプチドホルモン、植物体内では植物ペプチドホルモンと呼ばれ、シグナル伝達物質として働く。植物ペプチドホルモンは植物ホルモン様物質に分類されることも多かったが、今では植物ホルモンに含めることも多い。なお、こうした低分子のペプチドをタンパク質と区別するため便宜上ポリペプチドと表すことがある。
例:ファイトスルフォカイン、アドレナリンなど
- アミノ酸誘導体

アミノ酸誘導体の一種であるチロキシンの構造式。チロキシンは物質の代謝や変態を促進することで知られる。

アミノ酸誘導体はアミノ酸から合成される低分子の有機化合物である。
例:アドレナリン、S-アデノシル-L-ホモシステインなど
- キノン補酵素

キノン補酵素の一種であるピロロキノリンキノンの構造式。酸化還元反応に関与する電子伝達体として知られる。

補酵素は酵素と共役して酵素反応の化学基の授受に機能する低分子の有機化合物である。補酵素のうち、ビタミンやATPを除いた補酵素のほとんどはキノン補酵素と呼ばれる物質であり、上記のいずれの生体物質とも異なる。
例:トパキノン、トリプトファン-トリプトフィルキノンなど

以上で挙げた生体物質のほか、生体物質の概念の一つとして補因子がある。

また、補欠分子族という概念もある。

## 生物体内における割合
生体内における生体物質の内訳は種や分類群によってさまざまである。以下は現在植物界および動物界に属す種の主に細胞内における推定の生体物質の平均割合である。
| 順位 | 生体物質   | 推定平均割合 |
| ---- | ---------- | ------------ |
| 1位  | 水         | 75%          |
| 2位  | 炭水化物   | 20%          |
| 3位  | タンパク質 | 2%           |
| 4位  | 無機物     | 2%           |
| 5位  | その他     | 1%           |

| 順位 | 生体物質   | 推定平均割合 |
| ---- | ---------- | ------------ |
| 1位  | 水         | 67%          |
| 2位  | タンパク質 | 15%          |
| 3位  | 脂質       | 13%          |
| 4位  | 無機物     | 3%           |
| 5位  | その他     | 2%           |